# När vindarna viskar mitt namn
När vindarna viskar mitt namn – singiel szwedzkiego piosenkarza Rogera Pontarego napisany przez Thomasa Holmstranda, Lindę Jansson i Petera Dahla oraz wydany na trzeciej płycie studyjnej artysty zatytułowanej I vargens spår z 2000 roku.
W marcu 2000 roku szwedzkojęzyczna wersja utworu („När vindarna viskar mitt namn”) wygrała finał krajowych eliminacji eurowizyjnych Melodifestivalen 2000 po zdobyciu największego poparcia jurorów i telewidzów, dzięki czemu została propozycją reprezentującą Szwecję w 45. Konkursie Piosenki Eurowizji organizowanym w Sztokholmie. 13 maja Pontare zaprezentował anglojęzyczną wersję numeru („When Spirits Are Calling My Name”) jako osiemnasty w kolejności w finale widowiska i zajął ostatecznie 7. miejsce ze 88 punktami na koncie, w tym m.in. z maksymalną notą 12 punktów od Turcji.

## Lista utworów
CD single (När vindarna viskar mitt namn)
1. „När vindarna viskar mitt namn” – 3:04
2. „När vindarna viskar mitt namn” (Singback) – 3:01

CD single (When Spirits Are Calling My Name)
1. „When Spirits Are Calling My Name” – 3:04
2. „Cold As Ice” – 3:00

## Notowania na listach przebojów
| Kraj    | Lista (2000)   | Najwyższe miejsce |
| ------- | -------------- | ----------------- |
| Szwecja | Singles Top 60 | 2                 |